# Lycaugidia albata
Lycaugidia albata är en fjärilsart som beskrevs av George Francis Hampson 1895. Lycaugidia albata ingår i släktet Lycaugidia och familjen mätare. Inga underarter finns listade i Catalogue of Life.